# Fotoarchiv des Landesmedienzentrums Baden-Württemberg
Das Fotoarchiv des Landesmedienzentrums Baden-Württemberg (LMZ-BW) bewahrt, erschließt und vertreibt historische und aktuelle Fotografien aus Kunst und Kultur, Politik und Geografie, von Pflanzen und Tieren, Forschung und Technik, aus aller Welt und aus Baden-Württemberg. Das Fotoarchiv am Standort Stuttgart ist eine der umfangreichsten Bildquellen zur baden-württembergischen Landeskunde.

## Profil
Das Landesmedienzentrum Baden-Württemberg hat unter anderem den gesetzlichen Auftrag, in Bezug auf das Bundesland eine umfassende „landeskundliche und kulturhistorische Bilddokumentation“ zu gewährleisten. Fotos werden Lehrkräften in Baden-Württemberg, die ihre Berechtigung nachweisen, kostenlos zur Verfügung gestellt. Die Veröffentlichung ist honorarpflichtig.
Das Fotoarchiv hat einen Bestand von etwa 1 Million Bildvorlagen, die von der Pionierzeit der Fotografie bis zur Gegenwart reichen. Etwa 80.000 dieser Bilder sind digitalisiert und stehen in einer Online-Datenbank zur Verfügung.

Schulklasse in Holzgerlingen 1927

## Geschichte
Das Fotoarchiv hatte seinen Ursprung im deutschen Bildstellenwesen der 1920er Jahre. Neben Filmen gehörten Diapositive von Anfang an zum schulrelevanten Medienbestand der staatlichen Bildstellen. Vorläuferinstitutionen waren die Württembergische Bildstelle (1923) und die Schwäbische Bilderbühne in Stuttgart (1924), die in die Landesbildstelle Württemberg mündeten. Deren Schwesteranstalt war die Staatliche Bildstelle Baden, später Landesbildstelle Baden. Beide Landesbildstellen fusionierten 2001 zum heutigen Landesmedienzentrum Baden-Württemberg. Während die Stuttgarter Bildüberlieferung intakt ist, gingen die badischen Fotobestände der Zeit vor 1945 im Krieg verloren.

## Bestände (Auswahl)
- Fotoarchiv Landtag von Baden-Württemberg – Bestände von 1880 bis 2012
- Fotoarchiv Hugo Hein – Bestände von 1900 bis 1920
- Fotoarchiv Otto Feucht – Bestände von 1908 bis 1931
- Fotoarchiv Hans Schwenkel – Bestände von 1908 bis 1953
- Fotoarchiv Otto Lossen – Bestände von 1920 bis 1938
- Fotoarchiv Ernst Surkamp – Bestände von 1927 bis 1944
- Fotoarchiv Robert Bothner – Bestände von 1927 bis 1963
- Fotoarchiv Wolf Strache – Bestände von 1930 bis 1969
- Fotoarchiv Eugen Sauter – Bestände von 1952 bis 1969
- Fotoarchiv Albrecht Brugger – Bestände von 1954 bis 2002
- Fotoarchiv Dr. Stefan Uhlig – Bestände von 1958 bis 1987
- Fotoarchiv Klaus Paysan – Bestände von 1959 bis 2000
- Fotoarchiv Hans Steinhorst – Bestände von 1960 bis 1973
- Fotoarchiv Helmut Beyerlein – Bestände von 1960 bis 1970
- Fotoarchiv Eugen Reinhard – Bestände von 1960 bis 1985
- Fotoarchiv Dieter Geißler – Bestände von 1960 bis 1980
- Fotoarchiv Gerd Schäfer (Luftbildarchiv) – Bestände von 1970 bis 1985
- Fotoarchiv Rudolf René Gebhardt – Bestände von 1972 bis 2011